# Pete Souza

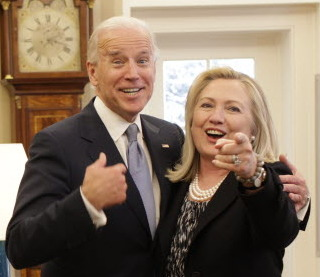
Joe Biden och Hillary Clinton skämtar med Pete Souza i Ovala rummet, 2012

Peter Joseph Souza, född 31 december 1954 i New Bedford i Massachusetts, är en amerikansk fotograf.

## Biografi
Pete Souza växte upp i South Dartmouth i Massachusetts, som son till en sjuksköterska och en båtmekaniker. Han tog en kandidatexamen i kommunikation på Boston University och en magisterexamen i journalistik på  Kansas State University. Han började sin yrkesbana på 1970-talet i Kansas på Chanute Tribune och Hutchinson News. I början av 1980-talet var han fotograf på Chicago Sun-Times.
Därefter var han officiell Vita huset-fotograf för Ronald Reagan mellan juni 1983 och 1989. Efter Reagans presidentperiod fortsatte Souza att arbete i Washington, D.C.. Åren 1998–2007 var han fotograf för Chicago Tribune och var också frilansare för National Geographic och för Life.

### Fotograf för Barack Obama
År 2004 ombads han av CNN att ta bilder för ett projekt som skulle dokumentera Barack Obamas första år som senator. Han träffade Obama under dennes första dag i Senaten 2005 och följde därefter Obamas arbete där. I juli 2008 publicerades Souzas fotobok The Rise of Barack Obama, med bilder från 2005–2008.
Efter presidentvalet i november 2008 blev han officiell Vita Huset-fotograf för Barack Obama.
Pete Souzas fotografi The Situation Room togs klockan 16:06 den 1 maj 2011 i Situation Room under raiden mot Osama bin Laden i Pakistan och blev snabbt en mycket känd bild. Bilden visar Barack Obama, vicepresidenten Joe Biden, utrikesministern Hillary Clinton och andra personer som övervakar händelsen.

## Bildgalleri

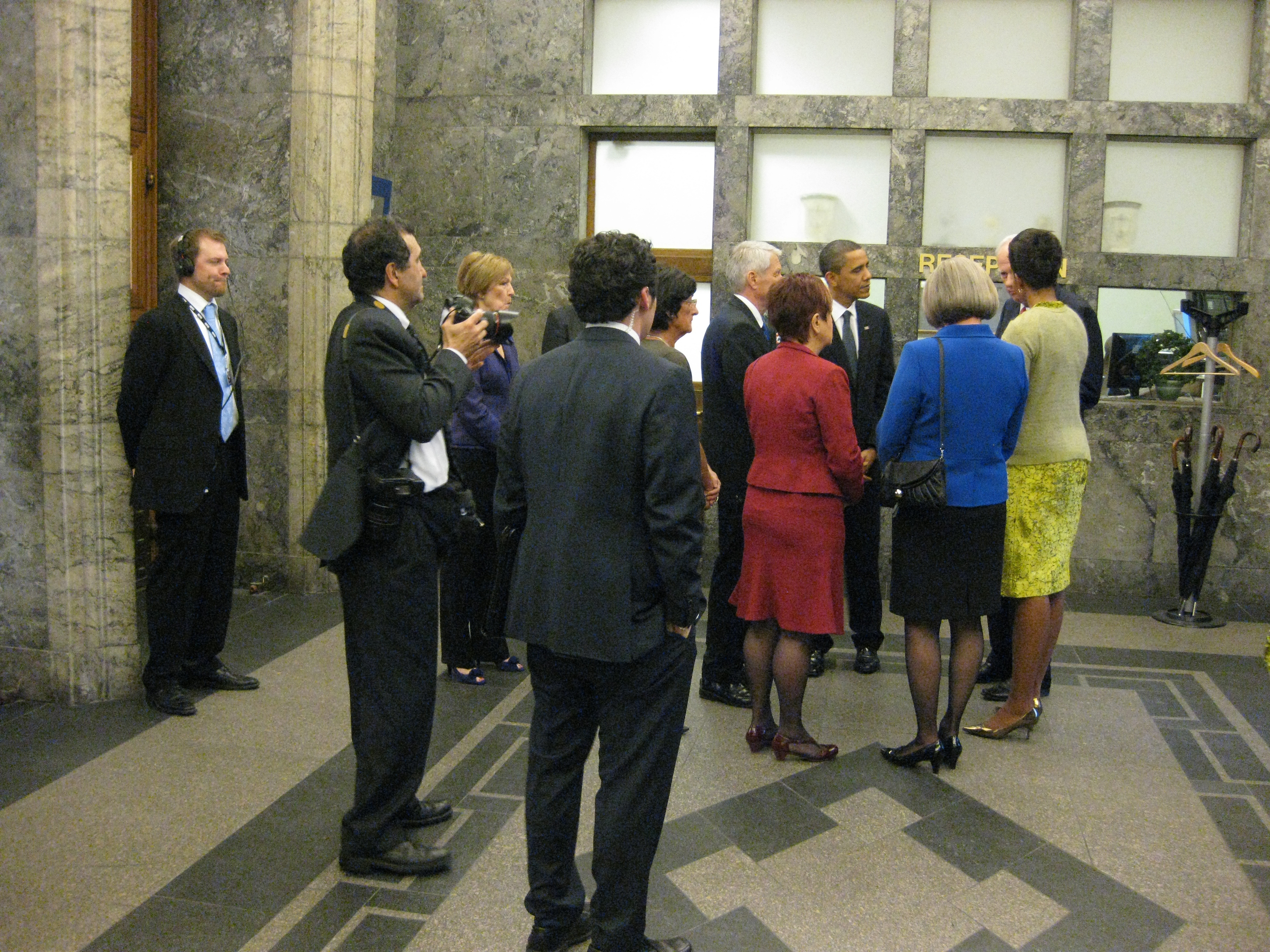
Bild på Pete Souza i arbete i samband med att Barack Obama to emot Nobels fredspris i Oslo i december 2009. Pete Souza är andra personen från vänster.
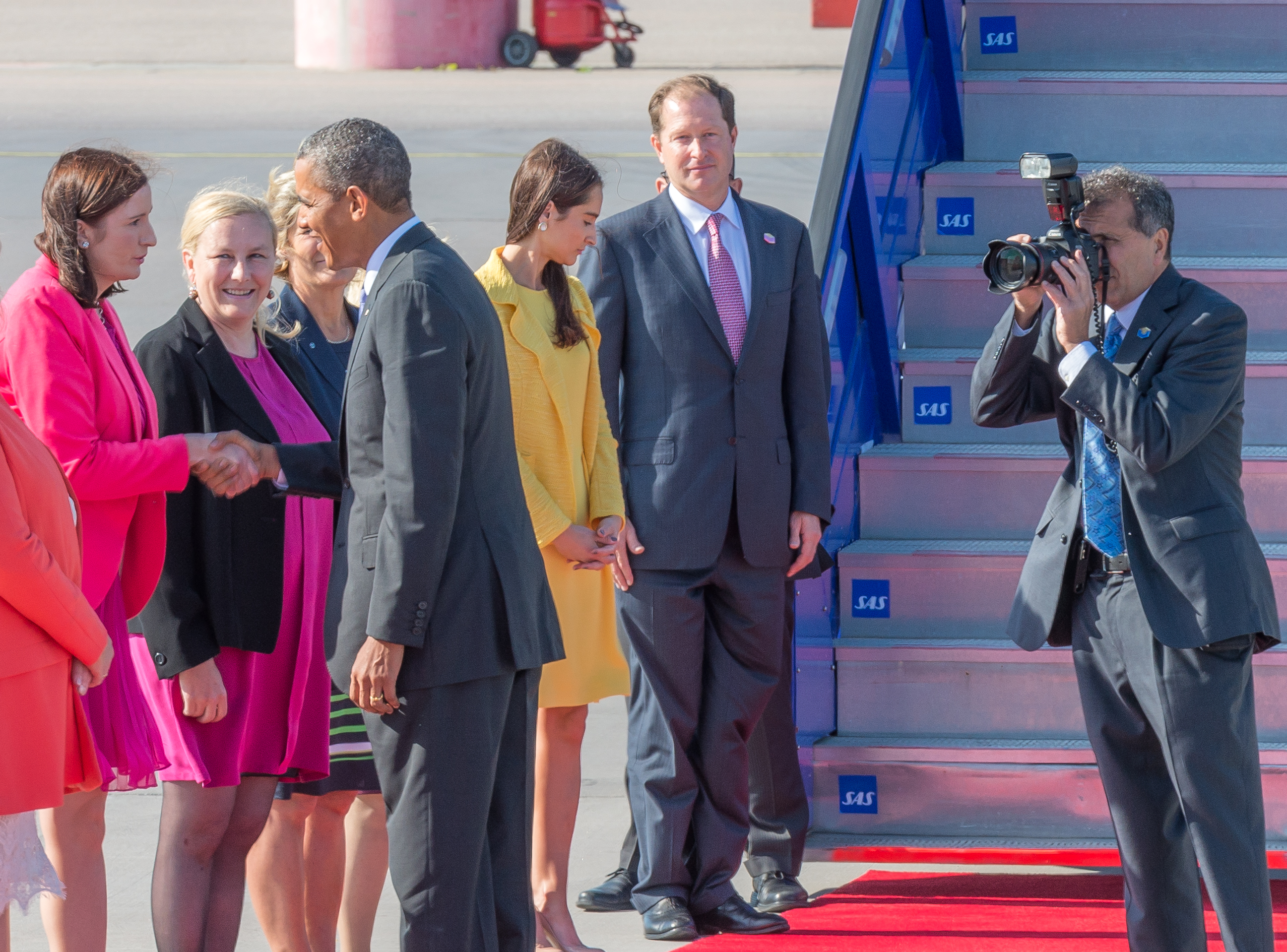
Pete Souza i samband med Barack Obamas avresa från Sverige den 5 september 2013 på väg till G20-mötet i Sankt Petersburg.
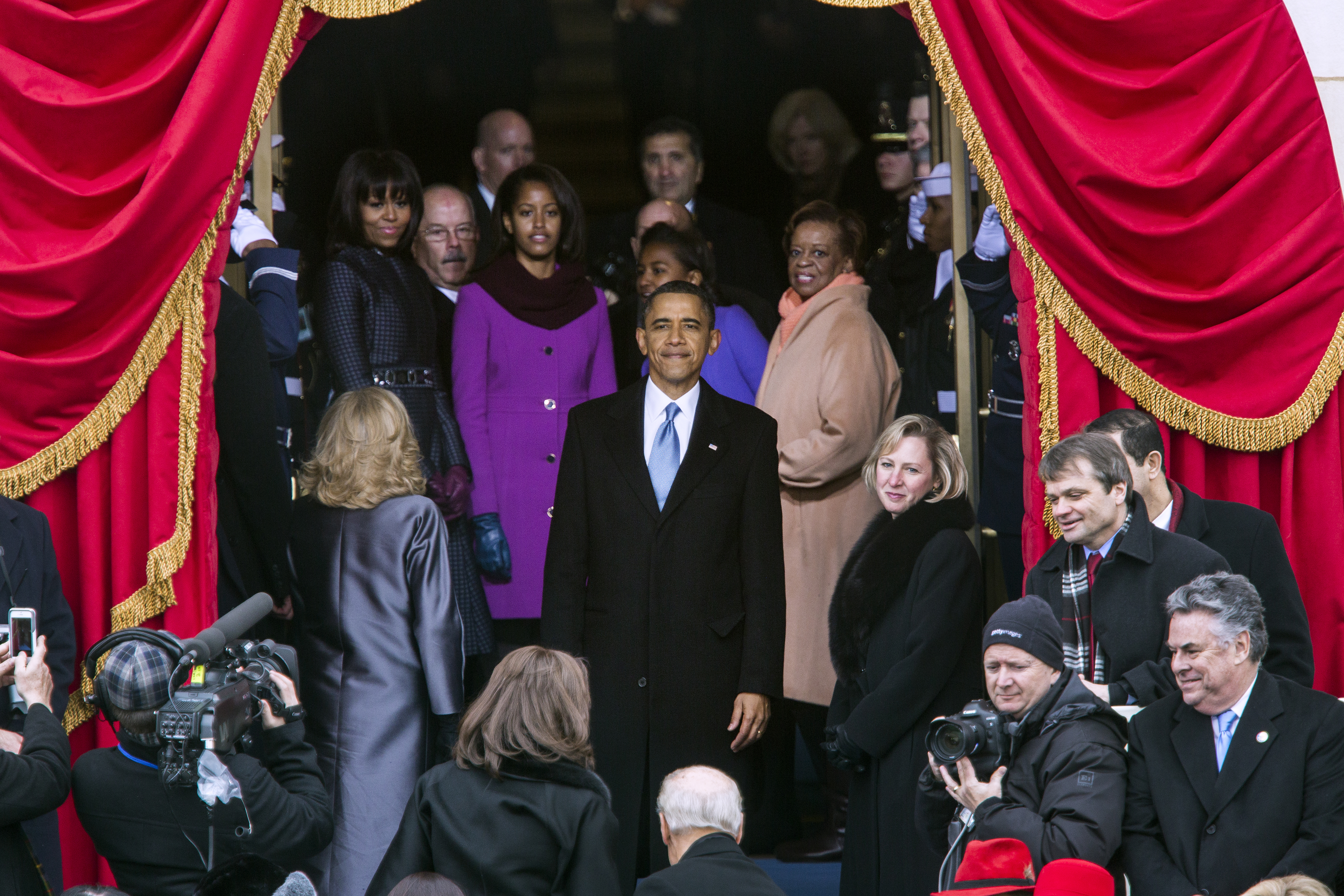
Barack Obamas andra presidentinstallation, 2013. Pete är den tredje personen från höger.
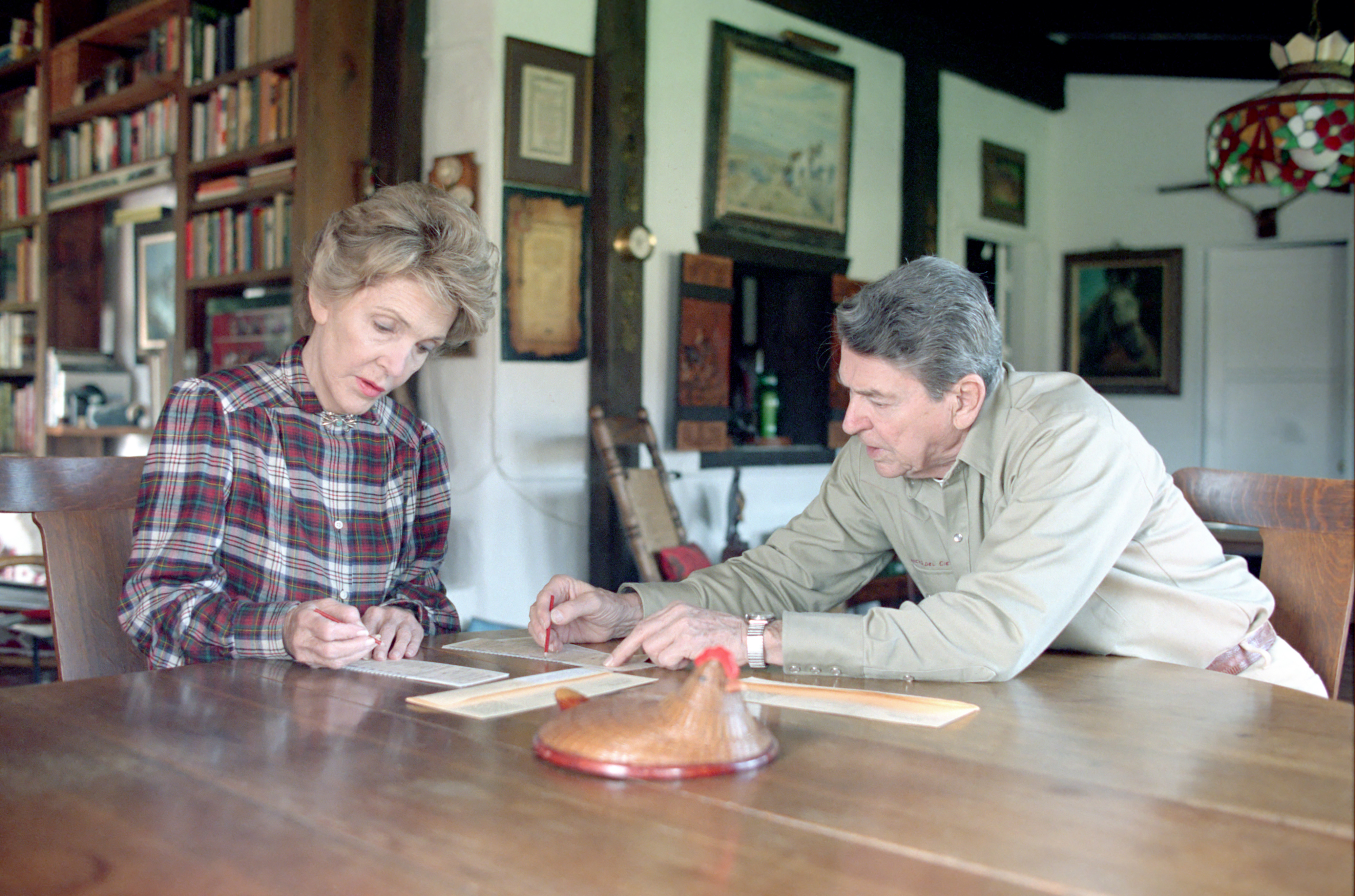
Ronald och Nancy Reagan på "Rancho del Cielo" i Kalifornien, 1988
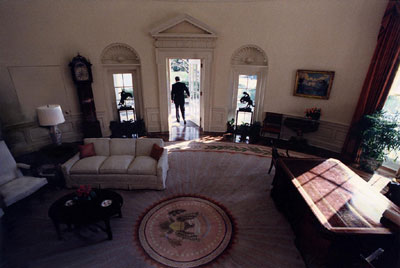
Ronald Reagan lämnar Ovala rummet den 20 januari 1989
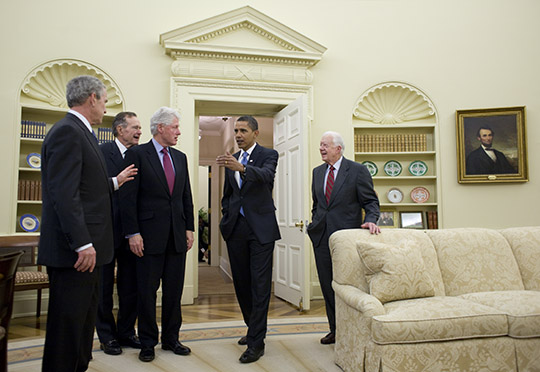
Tillträdande presidenten Barack Obama i Ovala rummet den 7 januari 2009 tillsammans med dåvarande presidenten George W. Bush och tidigare presidenterna George H.W. Bush, Bill Clinton och Jimmy Carter
Hair Like Mine (2009) avbildar Barack Obama som böjer sig ner för att en femårig pojke ska kunna röra vid hans hår
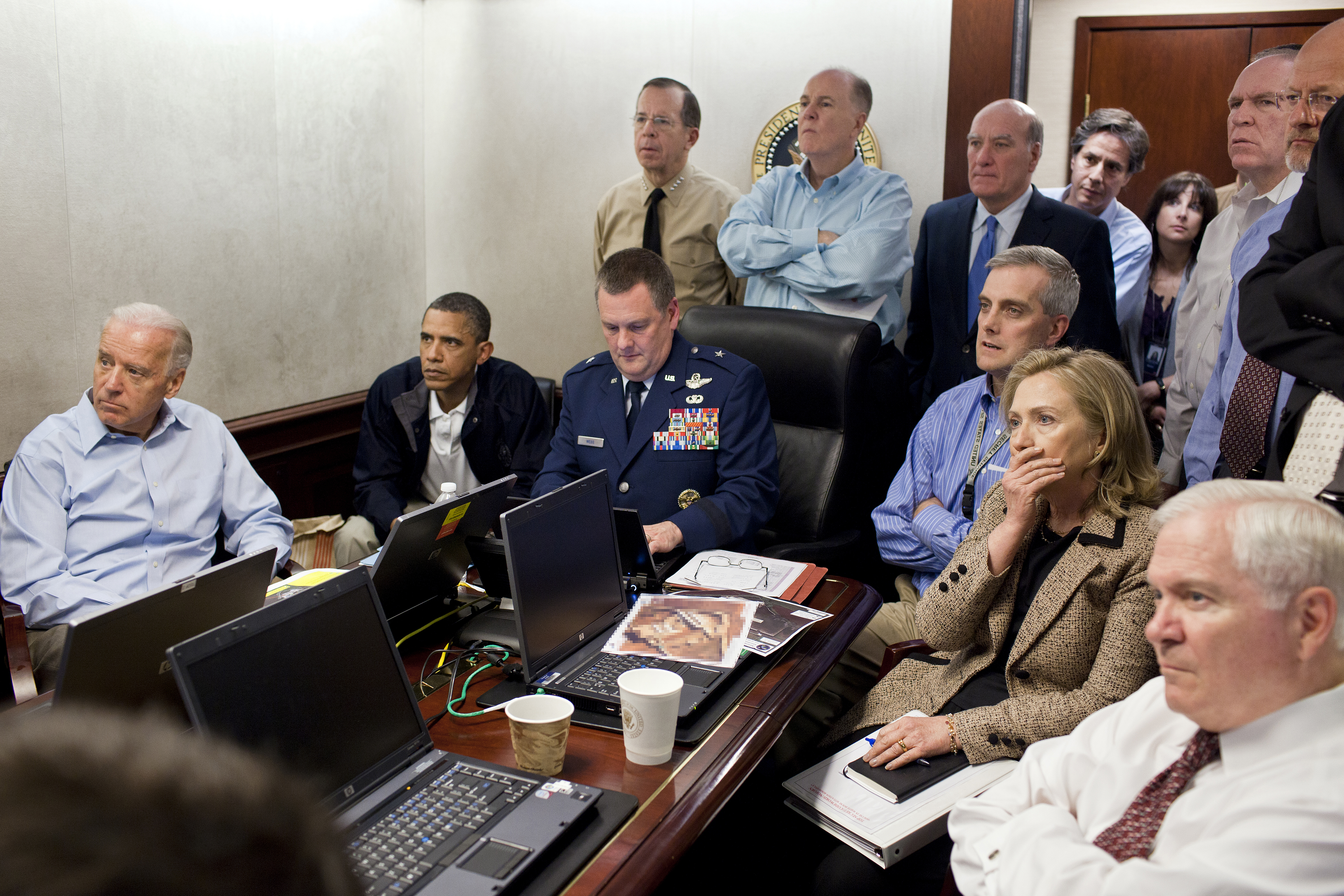
Situation Room, 2011